# Maksymilian Stanisław Ryłło
Maksymilian Stanisław Ryłło (ur. 31 grudnia 1802 w Podorosku, zm. 17 kwietnia 1848 w Chartumie) – jezuita, rektor Collegium Urbanum w Rzymie, misjonarz na Bliskim Wschodzie i w Afryce. 
W 1836 pod przybranym nazwiskiem Piotr Rolly udał się z Pawłem Riccadonną do Libanu w celu zbadania możliwości zawarcia unii kościelnej i otwarcia akademii katolickiej na Bliskim Wschodzie. Jako wizytator papieski zwiedził Azję Mniejszą. 
W styczniu 1837 r. poznał w Jerozolimie Juliusza Słowackiego, który służył mu do mszy przy Grobie Chrystusa w nocy z 14 na 15 stycznia tegoż roku. Poeta prawdopodobnie towarzyszył Rylle w dalszej podróży. 
W kwietniu 1837 dotarł do Damaszku, a następnie nad Eufrat i Tygrys (zwiedził m.in. Bagdad, Mosul i Niniwę). Poza kontaktami z licznymi przedstawicielami kościołów wschodnich (m.in. z patriarchą chaldejskim) prowadził tam badania archeologiczne.
Pod koniec 1837 powrócił do Rzymu, gdzie zdał relację z sytuacji religijnej na Bliskim Wschodzie. Poinformował także papieża Grzegorza XVI o sprawach polskich, a także przekazał bogaty zbiór eksponatów z Niniwy do Muzeum Watykańskiego. Otrzymał wówczas godność członka Papieskiej Akademii Archeologicznej. W Kongregacji Propagandy Wiary popierał sprawy zlokalizowania centralnego kolegium dla młodzieży azjatyckiej w Bejrucie lub w Aleppo. Przedstawił też kongregacji projekt organizacji uczelni wraz z kosztami jej utrzymania, który został zatwierdzony przez Grzegorza XVI. 
Ksiądz Ryłło zmarł 17 kwietnia 1848 r. w Chartumie (Sudan) w czasie podróży misyjnej. Pochowano go na miejscowym cmentarzu, skąd w 1900 przeniesiono jego szczątki do grobu zakonnego w Kairze. 
Postać księdza przeniesioną w wiek XVI wprowadził Juliusz Słowacki do utworu pt.: Preliminaria peregrynacji do Ziemi Świętej J.O. Księcia Radziwiłła Sierotki.